# Antepipona celonitiformis
Antepipona celonitiformis är en stekelart som beskrevs av Giordani Soika 1985. Antepipona celonitiformis ingår i släktet Antepipona och familjen Eumenidae. Inga underarter finns listade i Catalogue of Life.